# Glyphesis
Glyphesis es un género de arañas araneomorfas de la familia Linyphiidae. Se encuentra en la zona holártica.

## Lista de especies
Según The World Spider Catalog 12.0:
- Glyphesis asiaticus Eskov, 1989
- Glyphesis cottonae (La Touche, 1946)
- Glyphesis idahoanus (Chamberlin, 1949)
- Glyphesis nemoralis Esyunin & Efimik, 1994
- Glyphesis scopulifer (Emerton, 1882)
- Glyphesis servulus (Simon, 1881)
- Glyphesis taoplesius Wunderlich, 1969